# Aeródromo Hernán Turque Podestá
El Aeródromo Hernán Türcke Podestá (OACI: SPEQ) es un aeródromo peruano ubicado en ciudad de Moquegua en el departamento de Moquegua. El área ocupa unas 20 hectáreas y una pista de 1,800 metros.
Pertenecía a la Corporación Peruana de Aeropuertos y Aviación Comercial. Este último acordó en junio del 2001 la transferencia en donación al Ministerio de Defensa. Actualmente se encuentra bajo la administración del Ejército Peruano dedicadas a la Escuela de Aviación del Ejército.

## Destinos nacionales
| Ciudades por regiones         | Nombre del aeropuerto                 | Aerolíneas              | Aeronaves                   | Frecuencias por semana |
| ----------------------------- | ------------------------------------- | ----------------------- | --------------------------- | ---------------------- |
| Lima (1 destino, 1 aerolínea) |                                       |                         |                             |                        |
| Lima                          | Aeropuerto Internacional Jorge Chávez | LATAM Perú / Wayra Perú | Airbus A320-200 / Fokker 70 | 2                      |